# Vandeleuria nilagirica
Il topo arboricolo dei Ghati occidentali (Vandeleuria nilagirica  Jerdon, 1867) è un roditore della famiglia dei Muridi endemico dell'India.

## Descrizione

### Dimensioni
Roditore di piccole dimensioni, con la lunghezza della testa e del corpo di 89 mm, la lunghezza della coda di 127 mm e la lunghezza delle orecchie di 18 mm.

### Aspetto
Il colore delle parti superiori è bruno-castano brillante, mentre le parti inferiori sono giallo-fulve, con una linea di demarcazione lungo i fianchi netta. La testa è alquanto allungata; le orecchie sono lunghe ed ovali, la coda è più lunga della testa e del corpo ed è ricoperta finemente di peli.

## Biologia

### Comportamento
È una specie arboricola. Costruisce nidi sferici con foglie e steli d'erba tra i rami. All'interno di essi si riuniscono solitamente singole coppie nei mesi da ottobre a febbraio. Una volta che il piccolo diviene maturo, abbandonano il nido e trovano rifugio negli alberi cavi, dove costruiscono altri nidi superficiali verso la cima.

## Distribuzione e habitat
Questa specie è endemica dei Ghati occidentali, particolarmente nei Nilgiri, nello stato indiano del Tamil Nadu e nella parte meridionale del Karnataka.
Vive nelle foreste montane sempreverdi tra 900 e 2.100 metri di altitudine, in piantagioni di caffè, banane e cardamomo relativamente indisturbate.

## Conservazione
La Lista rossa IUCN, considerato l'areale limitato e frammentato e il continuo declino nella qualità del proprio habitat, classifica Vandeleuria nilagirica come specie in pericolo di estinzione (Endangered).